# Nigeria Sovereign Investment Authority
Die Nigeria Sovereign Investment Authority (NSIA) ist ein nigerianischer Staatsfonds, in den die Mehreinnahmen aus den überschüssigen Ölreserven Nigerias eingezahlt werden. Der Staatsfonds wurde gegründet, um diese Gelder im Auftrag der nigerianischen Regierung zu verwalten und anzulegen.
Mitte 2025 verwaltete der Fonds ein vermögen von 2,86 Milliarden USD.

## Geschichte
Der Fonds wurde durch den Nigeria Sovereign Investment Authority (Establishment etc.) Act 2011 eingerichtet, der im Mai 2011 unterzeichnet wurde und nahm im Oktober 2012 seine Tätigkeit auf. Intention war es, die Einsparungen, die durch die Differenz zwischen dem budgetierten und dem tatsächlichen Marktpreis für Öl erzielt werden, so zu investieren, dass Erträge und Vermögen den zukünftigen Generationen von Nigeria zugutekommen.
Im Jahr 2014 gründete die NSIA die Tochtergesellschaften NSIA Motorways Company Limited, NSIA Power Investment Company Limited, NSIA Health-care Investment Company Limited und NSIA Real Estates Investment Company Limited.
Der Fonds erhielt anfänglich eine Milliarde US-Dollar Startkapital. Die Regierung hat bisher weitere 0,60 Milliarden US-Dollar beigesteuert. Im Dezember 2024 verwaltete der Fonds Vermögenswerte in Höhe von 2,4 Milliarden US-Dollar.

## Mitgliedschaften
Sie ist Mitglied im International Forum of Sovereign Wealth Funds (IFSWF) und hat sich damit verbunden auch den Santiago-Prinzipien für angemessenes Handeln und ordentlicher Geschäftstätigkeit verschrieben.